# Austroaeschna
Austroaeschna is een geslacht van libellen (Odonata) uit de familie van de glazenmakers (Aeshnidae).

## Soorten
Austroaeschna omvat 19 soorten:
- Austroaeschna anacantha Tillyard, 1908
- Austroaeschna atrata Martin, 1909
- Austroaeschna christine Theischinger, 1993
- Austroaeschna cooloola Theischinger, 1991
- Austroaeschna eungella Theischinger, 1993
- Austroaeschna flavomaculata Tillyard, 1916
- Austroaeschna hardyi Tillyard, 1917
- Austroaeschna inermis Martin, 1901
- Austroaeschna ingrid Theischinger, 2008
- Austroaeschna muelleri Theischinger, 1982
- Austroaeschna multipunctata (Martin, 1901)
- Austroaeschna obscura Theischinger, 1982
- Austroaeschna parvistigma Selys, 1883
- Austroaeschna pulchra Tillyard in Martin, 1909
- Austroaeschna sigma Theischinger, 1982
- Austroaeschna speciosa Sjöstedt, 1917
- Austroaeschna subapicalis Theischinger, 1982
- Austroaeschna tasmanica Tillyard, 1916
- Austroaeschna unicornis (Martin, 1901)